# Егер, Карл
Карл Егер (нем. Karl Jäger; 20 сентября 1888, Шаффхаузен, Швейцария — 22 июня 1959, Гогенасперг, ФРГ) — штандартенфюрер СС, командир айнзацкоманды 3, входившей в состав айнзацгруппы A и осуществлявшей массовые убийства в Прибалтике.

## Биография
Карл Егер родился 20 сентября 1888 года в Швейцарии. В 1891 году семья переехала в город Вальдкирх, где отец Карла работал дирижёром и учителем в музыкальной школе. В раннем возрасте потерял мать, которая покончила жизнь самоубийством из-за депрессии. Обучался в консерватории и торговом училище. Егер принимал участие в Первой мировой войне и был награждён железным крестом 1-го класса.
В марте 1923 году в Вальдкирхе основал местную группу нацистской партии (НСДАП). С 1924 по 1927 год состоял в военизированной организации Черный рейхсвер. 1 ноября 1930 году вновь вступил в НСДАП (билет № 30988). После прихода нацистов к власти в 1933 году Егер считался одним из «Старых бойцов» и за свою активную политическую деятельность получил, по собственному признанию, прозвище «Вальдкирхский Гитлер». Егер, будучи оркестрантом, стал совладельцем и техническим руководителем оркестровой фабрики «Weber» в Вальдкирхе. В 1931 году лишился работы после банкротства компании в результате экономического кризиса. По его словам, он отказался получать пособие по безработице в презираемой им Веймарской республике.
В ноябре 1932 года был зачислен в ряды СС (№ 62823). В 1936 году возглавил батальон СС III/13 в Людвигсбурге. 1 мая 1938 года был переведён в главное управление СД, а в 1939 году стал руководителем секции СД в Мюнстере. В 1940 году создал отделение СД в Амстердаме.
После начала войны с СССР с июня 1941 года был руководителем айнзацкоманды 3 в составе айнзацгруппы A и действовавшей в Литве. С 23 сентября 1941 года до декабря 1943 был командиром полиции безопасности и СД в Литве со штаб-квартирой в Каунасе. Егер стал известным благодаря своему отчёту от 1 декабря 1941 года, в котором он подробно упоминал число 138 272 погибших евреев, цыган, душевнобольных и прочих: 
Сегодня я могу констатировать, что цель решения «еврейского вопроса» в Литве благодаря айнзацкоманде 3 была достигнута. В Литве больше нет евреев за исключением рабочих и их семей. [...] Этих рабочих евреев и их семьи мне бы также хотелось «убрать», что, однако, вызвало резкие противодействие со стороны гражданской администрации (рейхскомиссара) и вермахта и запрет, что этих евреев и их семьи нельзя расстреливать. Цель сделать Литву свободной от евреев может быть достигнута только путём создания мобильной команды с отборными людьми под руководством оберштурмфюрера СС Хамана, который полностью подходил для моих целей и понимал, что должен обеспечить сотрудничество с соответствующими органами гражданский администрации.
29 октября 1941 года Егер отдал приказ о проведении акции массового уничтожения евреев в форте IX в Каунасе. В этот день было уничтожено 9200 евреев, включая 2920 женщин и 4273 детей.
24 мая 1944 года был назначен начальником полиции в судетском городе Райхенберге.

### После войны
С июля 1945 года работал в сельском хозяйстве в Визенбахе под Гейдельбергом. С 1951 года проживал под Неккаргемюндом и работал на ферме «Кюммельбахер Хоф» в окрестностях  Гейдельберга.
В ходе сбора властями союзных оккупационных держав обширных досье на главных военных преступников отчёты ацнзацгрупп также попали в поле зрения следователей. В них появилась информация о Карле Егере и убийствах евреев в Литве. В 1948 году американские оккупационные власти выдали запрос на арест Егера по обвинению в убийствах, однако это не привело к установлению немецкими полицейскими органами его местонахождения.
В конце 1956 года федеральное управление уголовной полиции в Висбадене начало поиски Егера. Изначальные поиски в Бонне, Дюссельдорфе, Мюнстере, Фрайбурге и других местах, где ранее проживал Егер, оказались безрезультатными. 11 апреля 1959 года он был арестован. Егер был доставлен в тюрьму в Людвигсбурге, где неоднократно допрашивался. На допросах Егер не признал себя виновным в уничтожении литовских евреев. 22 июня 1959 года покончил жизнь самоубийством, повесившись в тюремной камере.

## Отчёт Егера

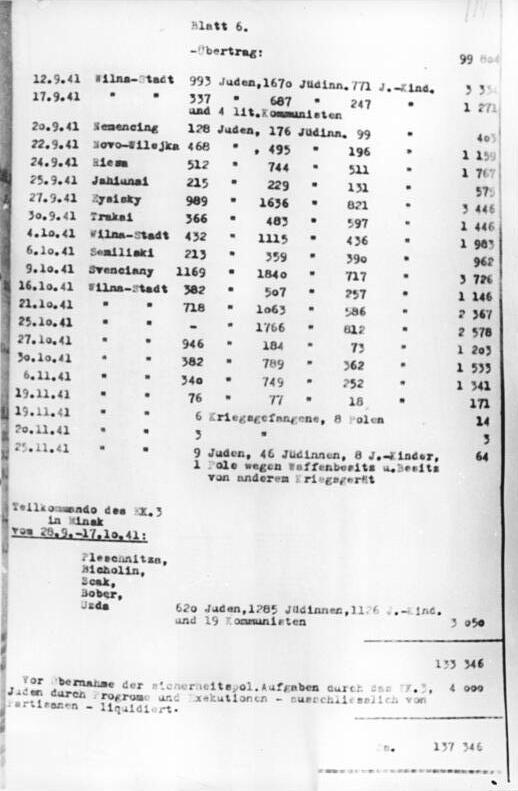
Отчёт Егера

1 декабря 1941 года Егер составил отчёт о работе своей айнзацкоманды. Это наиболее точный из сохранившихся отчётов деятельности айнзацкоманд. Доклад был подготовлен в пяти экземплярах, но только один сохранился, ныне он находится в Центральном государственном архиве Литвы в Вильнюсе.
Доклад содержит данные о почти ежедневных действиях айнзацкоманды 3 за период с 2 июля 1941 года до 25 ноября 1941 года, в ходе которых было ликвидировано в общей сложности 137 346 человек, подавляющее большинство из которых евреи. В докладе говорится о точной дате и месте проведения массовых убийств, числе жертв и их разбивки на категории (евреев, коммунистов, преступников и т. д.). В общей сложности было более 100 казней в 71 различном месте. 1 февраля 1942 года Егер обновляет итоги: 136 421 еврей (46 403 мужчины, 55 556 женщин и 34 464 ребёнка), 1064 коммуниста, 653 умственно отсталых и 134 других.
| Отчёт Егера | Отчёт Егера | Отчёт Егера |
| ----------- | ----------- | ----------- |
|             |             |             |
| Месяц       | Записи      | Убитые      |
| Июль        | 20 записей  | 4,400       |
| Август      | 33 записей  | 47,906      |
| Сентябрь    | 38 записей  | 41,097      |
| Октябрь     | 12 записей  | 31,829      |
| Ноябрь      | 10 записей  | 8,211       |